# 水夏
《水夏》是CIRCUS開發的CD-ROM版十八禁視覺小說，已於2001年7月27日發售。DVD-ROM版於2001年8月31日發售。在2002年7月18日，由Princess Soft制作了Dreamcast版和Playstation版（PS版标题是WATER SUMMER）。2003年7月25日，由S.O.F.T.发行了Windows用的全年龄版。之后在2004年9月24日，将2003年的版本加以18禁化的《水夏A.S+》发售；2004年10月1日推出通常版。2007年8月30日將《水夏A.S+》移植到PlayStation 2上。PS2版的标题是“水夏A.S＋Eternal Name”。4話OVA於2003年2月25日至2004年4月25日發售。

## 視覺小說
其作為一款戀愛視覺小說遊戲，玩家須與遊戲中的女主角互動以推動劇情發展。玩家在遊玩《水夏》時將會花費大多數時間觀看出現在螢幕上的文字敘述、人物對話以及角色心理等，藉由這樣的方式除了讓故事獲得進展外，也可以與遊戲角色對話進行交流。
本作由四章构成，以夏天的常盤村为共同的舞台，每一章的主人公和登場人物都不同。在每次閱讀故事發展以及與其他角色對話後，玩家便有機會能夠在與角色互動時、從遊戲提供的數個選項中挑選其中一項。這時遊戲會暫停一會兒以提供玩家依據先前的對話作出決定，玩家在某些關鍵選項之中的抉擇則會影響到遊戲朝特定方向展開，並進入各式分支情節中。藉由決定於數個選項抉擇的方式來讓遊戲系統判定玩家攻略的故事劇情，同時遊戲中所做的決定也會影響這些角色故事後半段呈現不一樣的結局。

## 主要登場人物
各章共通
无名少女（声優：春野日和/A.S+中是）、阿基米德、千夏（声：歌織）
第1章
上代蒼司（主角）、白河沙耶香（声：鳥居花音）、若林美繪（声：草柳順子）、上代萌（声：北都南）
第2章
風間彰（主角）、水瀨伊月、水瀨小夜（声：鳥居花音）
第3章
稻葉宏（主角）、稻葉千歲、七条華子（声：歌織）
第4章
柾木良和（主角）、京谷透子、柾木茜（声：日向裕羅）

## 制作人员
- 制作：松村和俊（tororo）
- 企画：御影
- 角色设计、原画：七尾奈留、
- 编剧：御影（2章、DC版PS版追加部分、总调度），吴一郎（1·3·4章）
- 背景：
- 着色：、等
- 音楽：
- 片头曲 Fragment ～The heat haze of summer～
  - 作詞·作曲：tororo、編曲：中村久志，歌：KAMIN、yozuca*
- 片尾曲 Fragment ～Thought to wish to the starlit sky～
  - 作詞·作曲：tororo、編曲：有田宏，歌：倖月美和、rino

## 評價
根據日本有限公司Peaks曾發行的成人遊戲業界報《PC NEWS》公佈的全國美少女遊戲銷售量排行榜，《水夏》首次隨即成為五十款遊戲銷售排行榜第二名；下次排名則退步到第四十名。2001年9月時，《水夏》的排名往前跌到第四十八名。
《水夏A.S+》在日本美少女游戏与动画相关商品销售网站Getchu.com的2004年全年销量榜上排名第27。